# 近内悠太
近内悠太（ちかうち ゆうた、1985年 - ）は、日本の教育者・哲学者。神奈川県生まれ。慶應義塾大学理工学部数理科学科卒業。日本大学大学院文学研究科修士課程修了。ウィトゲンシュタイン哲学を専門とする。

## 著書
- 『世界は贈与でできている――資本主義の「すきま」を埋める倫理学』、NewsPicksパブリッシング、2020年。ISBN 9784910063058 - 第29回山本七平賞・奨励賞受賞[4]
- 『利他・ケア・傷の倫理学――「私」を生き直すための哲学』、晶文社、2024年。